# La spia che vide il suo cadavere
La spia che vide il suo cadavere è un film statunitense del 1972 diretto da Lamont Johnson.

## Trama
Il centro di calcolo di un istituto di ricerche spaziali americano esplode e va a fuoco. Sei tecnici muoiono, si salva uno solo che, gravemente ustionato e con fratture in varie parti del corpo, riesce a scampare finendo nella casa vicina di proprietà di una giovane donna, Nicole Devon, appena tornata nella casa dopo un'assenza di qualche anno. La polizia militare, responsabile della sicurezza del Centro di ricerche, giunge tempestivamente sul posto nella persona del suo capo, il tosto tenente Tuxon, che vi si stava recando urgentemente, chiamato al telefono dal capo del centro di calcolo che gli aveva anticipato sospetti su un dipendente, certo Wells. Fatto circondare ciò che resta dell'edificio dalla polizia militare con l'ordine di impedire l'accesso a chiunque, inclusi il senatore Stanton, sponsor politico del Centro di ricerche, il responsabile militare delle ricerche, il generale dell'aeronautica militare Hackett, il direttore stesso del Centro ricerche ed il suo addetto stampa Carl Mosely, Tuxon inizia le indagini.
Nelle tasche del martoriato superstite viene rinvenuto un pass a nome John David Wells ed un nastro magnetico contenente, già decrittate, le caratteristiche di un nuovo e super-segreto tipo di carburante per veicoli spaziali. È evidente a questo punto che Wells aveva sottratto e decrittato il nastro per poi provocare il disastro allo scopo di non essere catturato ma con il risultato di rimanere lui stesso piuttosto malconcio. L'interrogatorio, piuttosto brusco, della giovane donna che si è vista piombare in casa un quasi cadavere rivela la sua estraneità ai fatti. Unica speranza, è riuscire a far parlare il presunto Wells (ma forse non è questo il suo vero nome) perché racconti come si sono svolti i fatti e riveli eventuali, probabili, complici e/o mandanti (i dati contenuti nel nastro fanno gola a numerose potenze straniere disposte a pagare una fortuna, 100 milioni di dollari secondo Tuxon, per entrane in possesso).L'impresa non è facile, essendo il Wells più morto che vivo, ma i chirurghi plastici ed i numerosi medici dell'ospedale ove Wells è curato, e sorvegliato a vista, fanno miracoli. Così, riportato in condizioni pressoché normali, volto incluso, il presunto Wells viene sottoposto da Tuxon a pressanti interrogatori, senza tuttavia ottenere un granché. Il guaio è che il poveretto ha perso la memoria, non ricorda neanche il proprio nome e da lui non ci si riesce a cavare nulla. Un tentativo di assassinio dello smemorato da parte di uno sconosciuto, penetrato in ospedale ma fatto secco da un MP mentre, travestito da medico, sta per iniettare qualcosa nel braccio di Wells, convince quest'ultimo di essere in serio pericolo: i suoi mandanti, che lui ha scordato, cercheranno di farlo fuori. Tuxon gli annuncia che lo farà rinchiudere in un luogo sicuro fino a che non recupererà la memoria, dovesse ciò avvenire anche di lì a vent'anni, ed organizza il suo trasferimento con un'ambulanza e due infermieri accompagnatori. Durante il tragitto l'ambulanza viene fatta ribaltare da un camion che la sta sorpassando ed autista ed infermieri restano svenuti: Wells ne approfitta per fuggire. In realtà l'incidente è stato preparato da Tuxon, che segue tutto dall'alto di un elicottero, gli infermieri sono suoi uomini che “rinvengono” non appena il Wells se l'è svignata. Il fuggitivo si reca per prima cosa nella casa di Nicole, ove entra di soppiatto, e, dopo un burrascoso primo incontro, i due familiarizzano. Tuttavia la casa è piena di microfoni e telecamere fatte installare da Tuxon ed appena lei propone al giovane di recarsi insieme in un bel villino al mare, proprietà di certi suoi amici che le hanno dato chiavi e diritto di uso, gli agenti di Tuxon apprendono tutto e riescono a preparare anche là telecamere e microfoni nascosti e per sopramercato piazzano anche un uomo armato di potente binocolo, che sorveglia la casa ed i movimenti dei due quando sono fuori. Naturalmente i due finiscono a letto insieme, anche in questo caso filmati dalle telecamere spia di Tuxon, e lei gli rivela che lui, sempre smemorato, deve essere di origine greca: è infatti in questa lingua che si esprime talvolta nel sonno. Sorpreso, il Wells si accorge di essere in grado di esprimersi in lingua greca anche da sveglio. Ma qualcuno è in agguato. Una sera, apparecchiata la tavola subito fuori del villino di fronte ad una piccola rada, mentre Nicole è in casa a cercare il vino per la cenetta intima, un subacqueo emerge dalla rada, stordisce Wells e se lo porta via caricandolo su una imbarcazione a motore ove un complice lo stava attendendo. Le urla di Nicole quando si accorge della sparizione dell'amico richiamano l'attenzione sia del “guardiano” della coppia che di Tuxon, in ascolto su un veicolo attrezzato per le intercettazioni. La descrizione dell'imbarcazione consente a questi, dotato di elicottero, di ritrovarla ormeggiata vicino ad una vecchia segheria. Intanto i due rapitori si stanno lavorando il povero Wells: dopo avergli rinfacciato i 400 000 dollari accreditatigli su un conto in Svizzera (cosa che lui non ricorda) cercano di fargli tornar la memoria immergendolo e trattenendolo sott'acqua più volte, nascosti dal pontile di attracco della segheria sotto il quale mettono in atto la tortura. Approfittando di una pausa fra un'immersione e l'altra, allorché uno dei due si è recato a prendere un paio di birre nella segheria, Wells stordisce con un ferro l'altro aguzzino e se la svigna, mentre sta arrivando Tuxon in elicottero. Il torturatore che stava prendendo le birre viene eliminato in una sparatoria con gli agenti mentre l'altro, catturato da Tuxon, rivela chi muove le fila e Tuxon procede ad un arresto eccellente. Un drammatico incontro fra Tuxon ed il presunto Wells all'interno del Centro ricerche, ove questi si era introdotto usando il pass del torturatore da lui stordito, rivelerà agli spettatori tutto quanto c'è ancora da scoprire, inclusa la vera identità di Wells.